# Gare de Lacelle (Corrèze)
Gare de Lacelle vasútállomás Franciaországban, Lacelle településen.

## Vasútvonalak
Az állomást az alábbi vasútvonalak érintik:
- Palais-Eygurande-Merlines-vasútvonal

## Kapcsolódó állomások
A vasútállomáshoz az alábbi állomások vannak a legközelebb:
- Gare d’Eymoutiers-Vassivière
- Gare de Bugeat